# Византијска морнарица
Ратна морнарица Источног римског царства била је све до пада Западног римског царства (476) део империјалне ратне морнарице, са јединственом организацијом. Њено формирање почело је са преношењем главне поморске базе у Златни Рог у Цариграду 330.

## Рани период (395-610)
Пропашћу Западног римског царства (476) Византија је наследила флоту од преко 1.100 ратних и трговачких бродова, способну за превожење око 100.000 војника. Повољан стратегијски положај Цариграда, на чвору главних стратегијских поморских комуникација између Европе и Азије, Црног и Средоземног мора, омогућавао је византијској морнарици у доба Јустинијана (518-565) садејство са копненом војском у операцијама северној Африци, Италији и Шпанији, ради повратка територија Римске Империје од заузетих од варварских народа, и олакшао јој контролу поморских комуникација. Према подацима византијског историчара Прокопија, Велизарову експедицију (10.000 пешака, 5.000 коњаника и личну гарду) за уништење Вандалског Краљевства, која је 533. кренула из Цариграда за Картагину, превозило је 500 транспортних бродова просечне носивости од 120 т (са око 20.000 морнара и веслача), и обезбеђивала флота од 92 ратна брода типа дромон.

### Дромон
Дромон (δρόμων, тркач) је био најпознатији византијски ратни брод на весла. Развио се из римске биреме. Први пут се помиње у Прокопијевом делу Историја ратова, у опису византијског поморског десанта на обалу северне Африке 533.
Према опису византијског цара Лава VI Мудрог у Тактици из 9. века, био је дуг око 40, широк 5, а висок 5 м. Имао је у 2 реда по 25 весала, а на свако весло обично по 2 веслача. Горњи веслачи, уједно и борци, налазили су се на палуби, а доњи под њом. Један до два јарбола, постављена у средини брода, носила су косе крижеве са латинским (троугластим) једрима. Висок и затворен прамац завршавао се четвртастим каштелом, на чијој су се платформи налазили сифони (нагнуте цеви или фигура животињске главе) кроз које се уз велику буку и дим сипала на непријатељски брод запаљива течност - грчка ватра.
У средини брода била је смештена дрвена кула на којој су се налазили наоружани војници и бацачке справе. Прамчана статва имала је уграђен масиван кљун у висини водене линије. Високо узвијена крма носила је на боковима по једно кратко и широко весло за кормиларење. Од удара кљуном бродски труп је био заштићен гредама које су га опасивале у висини водене линије. За заштиту од стрела и ватре коришћени су мокри покривачи од дебеле коже.
По величини и броју веслача цар Лав Мудри (886-912) дели дромоне у велики, средњи и мали тип. Прва два (са 2 реда весала) представљала су капитални брод византијске флоте, а мале покретљиве galeae са једним редом весала служиле су за борбено обезбеђење. Велики дромон имао је око 200 веслача и 60 војника, а средњи 100 веслача и 35 војника.

### Старешине и чинови
Византијском морнарицом заповедала је сложена хијерархија официра. На челу царске флоте налазио се велики друнгар, ескадрама провинција управљали су комити, а нижа звања била су идентична римским: заповедник брода био је тријерарх, његов заменик туренарх, а маневарски официр био је наварх. Кормилар је био кибернет, његов помоћник - прореј, а заповедник веслача - келеуст.

## Тематско уређење (610-1081)
Поморске снаге државе састојале су се из царске флоте под командом друнгарија лађа (ό δρονγγάριος τώυ πλοίμωυ) и бродовља поморских тема под командом локалних стратега. Упадљиво је да друнгарије царске флоте у 9. па и двадесетим годинама 10. века има нижи ранг но ма који тематски стратег. Међутим, већ средином 10. века друнгарије флоте заузима, поред доместика Схола (врховног заповедника целокупне војске), највиши положај у византијској војсци. То јасно показује како је порастао значај флоте.
У почетном периоду тематског уређења византијске поморске снаге (назване Karabisianoi, под командом стратега) подељене су у две провинцијске ескадре, (свака по командом друнгарија). Под царевима македонске династије (867-1056) РМ доживљава највећи успон. Поред царске флоте, која је имала око 100 ратних бродова - дромона, у темама постоје самосталне провинцијске (тематске) флоте и ескадре, укупне јачине око 77 дромона. Царска флота опремана је, првенствено, у рату, а провинцијске, одржаване и опремане средствима дотичне теме, биле у у сталној спремности, углавном, за борбу против гусара. У заједничким дејствима царском флотом командовао је Велики Друнгариј.
У борбама против Авара и Словена, који су 626. напали Цариград, победа византијске флоте над словенском допринела је поразу нападача. У борбама с Арабљанима, византијска флота спречила је заузимање Цариграда с мора, и тиме онемогућила њихов поход на запад, преко Балкана. У тим борбама, користећи се грчком ватром, ратна морнарица одбијала је нападе арабљанске флоте на Цариград од 672. до 678, затим 717, 782. и 922, када је арабљанска флота садејствовала снагама бугарског цара Симеона. Заједно са савезничким венецијанским, франачким и хрватским поморским снагама, учествовала је у протеривању Арабљана из Јадранског мора, као 871. при нападу на Бари, и заједно са копненом војском у преотимању арабљанских поморских упоришта. Византијска флота учествовала је и у одбијању руских похода на Цариград: 907, 941, 944. и 1043. Она је садејствовала са млетачком ратном морнарицом у обезбеђењу поморског саобраћаја између Европе и Азије, контролисањем Егејског и Јонског (млетачка Јадранског) мора и у борбама против норманско-хрватске флоте код Драча (1081), Крфа (1084) и Сазана (1085).

## Касни период (1081-1453)
Слабљење тематског уређења слаби и поморска моћ Византије, Тиме се користе италијанске поморске републике Венеција и Ђенова за стицање превласти у трговини и војној контроли на Средоземљу.
Због јачања феудалног племства и крсташких похода, постепеног смањења Византијског царства, а нарочито после заузимања Цариграда од крсташа 1204, царска флота из године у годину слаби, а провинцијске флоте нестају. Врховни заповедник флоте је од времена Алексија Комнина (1081-1118) све до пропасти Византијског царства носио титулу велики дукс или Велики Адмирал (megas dux).
Опадање је почело већ у 11. веку. Већ је Алексије I Комнин био принуђен да унајмљује млетачку флоту у рату против Нормана (1081-1085). У тежњи да освоји источне обале Јадранског мора и потом предузме поход на Цариград, Роберт Гискар, нормански војвода Апулије, Калабрије и Сицилије, се 1081. са око 150-160 бродова и око 30.000 људи искрцао се у Албанији и освојио Драч, већи део западне Македоније (са градовима Скопљем, Охридом и Битољем) и делове Епира и Тесалије (1083-84), док је византијска флота разбијена код Крфа (1084) и Сазана (1085). Гискар је 1085. освојио Крф  и продро да Ларисе, али га је млетачка флота приморала на повлачење. У замену за помоћ против Нормана, Млечани су добили од цара Алексија I Комнина Далмацију, царинске привилегије и сопствену четврт у Цариграду.
За одбрану Цариграда последњи византијски цар је 1453. располагао само се неколико ратних бродова.